# Chiesa di Santa Maria Maddalena (Lumarzo)
La chiesa di Santa Maria Maddalena è un luogo di culto cattolico situato nel comune di Lumarzo, in via Gattorne, nella città metropolitana di Genova. La chiesa è sede della parrocchia omonima del vicariato della Val Fontanabuona della diocesi di Chiavari.

## Storia e descrizione

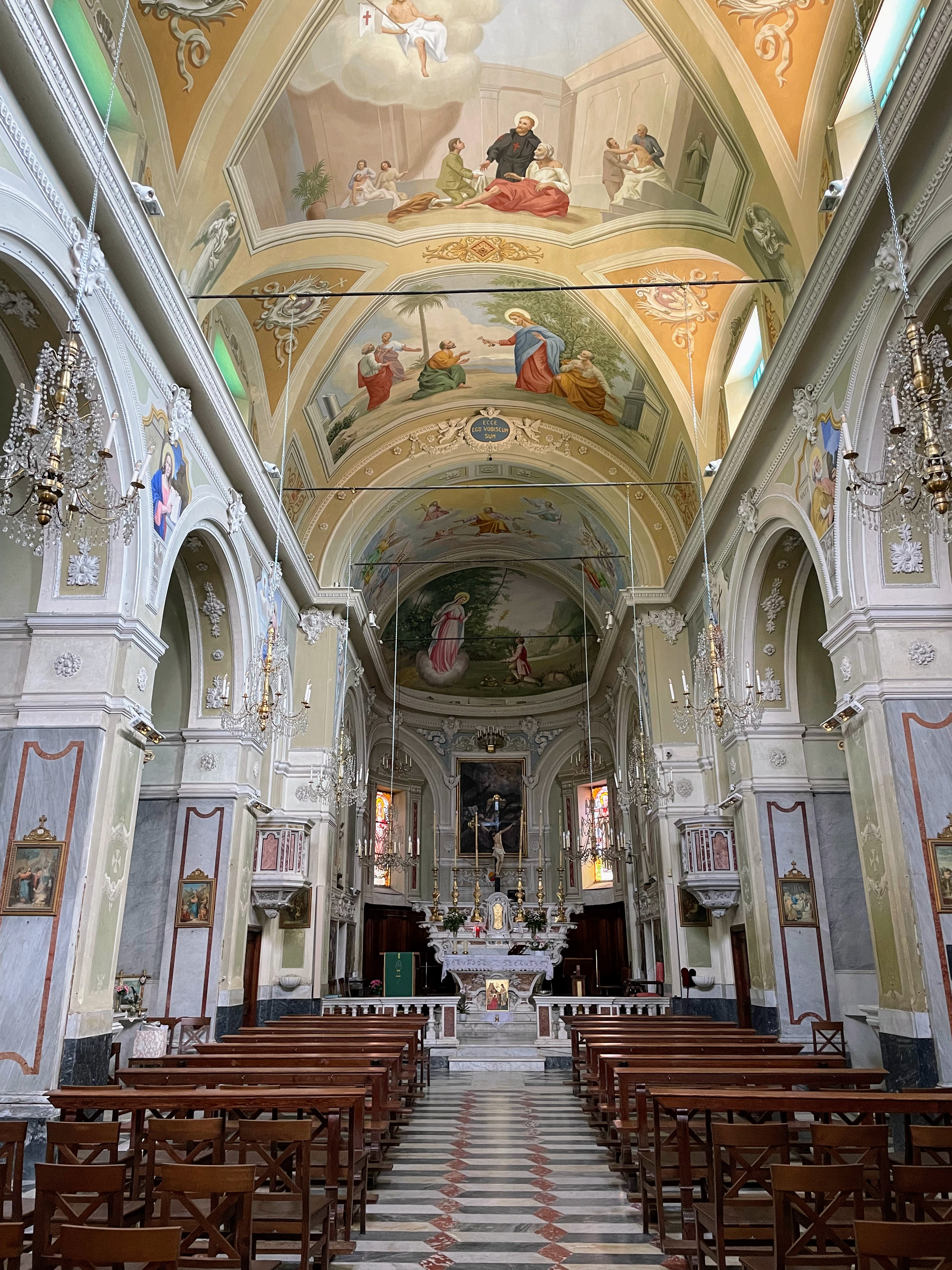
La navata maggiore

La chiesa è, secondo alcune fonti, risalente al XVII secolo; l'attuale riedificazione è avvenuta nel XX secolo.
Al suo interno sono conservate dipinti e tele del XVII-XVIII secolo di scuola pittorica ligure tra cui una raffigurazione della Sacra Famiglia attribuita al pittore Domenico Piola.
La comunità parrocchiale fu istituita a Rettoria dopo la scorporazione, nel 1621, dalla parrocchia di Santo Stefano di Pannesi per decreto del cardinale di Genova Stefano Durazzo; creata Prevostura nel 1836 è sede di Arcipretura dal 20 ottobre 1909.